# Habenaria cataphysema
Habenaria cataphysema är en orkidéart som beskrevs av Heinrich Gustav Reichenbach. Habenaria cataphysema ingår i släktet Habenaria och familjen orkidéer. Inga underarter finns listade i Catalogue of Life.